# Astra BM 8440
Les châssis BM 8440 et BM 10660 sont des châssis de poids lourds surbaissés à quatre et cinq essieux dont deux directeurs, conçus et fabriqués par le constructeur italien Astra SpA. Ils ont été conçus pour répondre aux exigences liées à la réalisation de grosses grues mobiles à la demande d'entreprises spécialisées dans ce secteur.

## Châssis pour grues Astra BM 8440 et 10660
À la fin des années 1960, la jeune société Astra S.p.A. a acquis une réputation dans le secteur des constructeurs d'engins de travaux publics par la qualité et la robustesse de ses camions et dumpers en service sur les principaux grands chantiers réalisés par les entreprises italiennes en Italie et à l'étranger. Plusieurs constructeurs de grues mobiles de forte puissance devant réaliser de nouveaux modèles, ont demandé à Astra de concevoir des châssis de base pour supporter les grues, l'un à quatre essieux type 8x4 et un à cinq essieux type 10x4.
Trop peu d'archives permettent de connaître avec précision les caractéristiques techniques de ces deux châssis.
Ce sont les deux seuls types de châssis que la marque construira.